# کشتی در المپیک تابستانی ۲۰۰۸ – ۶۶ کیلوگرم فرنگی مردان
کشتی فرنگی ۶۶  کیلوگرم مردان در بازی‌های المپیک تابستانی ۲۰۰۸ در برنامه کشتی در تاریخ ۱۳ اوت در سالن ژیمناستیک دانشگاه کشاورزی چین برگزار شد.